# Kamienie na szaniec (film)

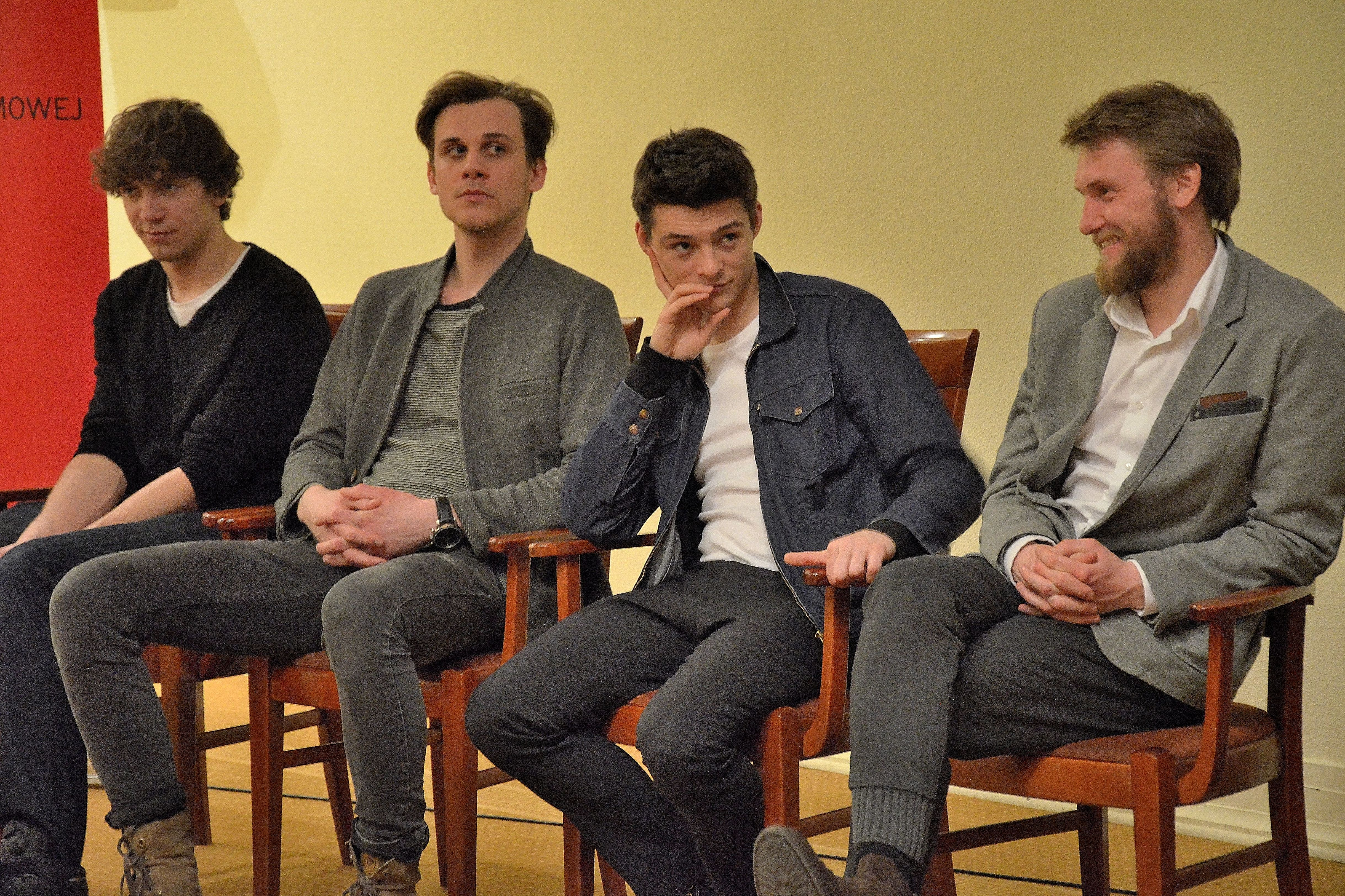
Aktorzy występujący w filmie (od lewej): Kamil Szeptycki, Marcel Sabat, Tomasz Ziętek i Karol Górski

Kamienie na szaniec – polski dramat wojenny w reżyserii Roberta Glińskiego, zrealizowany na podstawie książki Aleksandra Kamińskiego o tym samym tytule.
Okres zdjęciowy trwał od 4 sierpnia do 3 października 2013. Premiera filmu miała miejsce 7 marca 2014.
Film obejrzało w kinach 828 013 widzów.

## Zdjęcia
Wiele scen ulicznych, w tym sam atak na ciężarówkę Gestapo przewożącą więźniów, nakręcono w Lublinie (m.in. na placu Rybnym i ul. Kowalskiej).
W Warszawie wykorzystano m.in. ulice Starego i Nowego Miasta, dawne kino „Wars”, pałac Staszica, gmach Ministerstwa Wyznań Religijnych i Oświecenia Publicznego (tutaj w marcu 1943 torturowano „Rudego”), wejście do budynku Dyrekcji Kolei Państwowych oraz Staroświecki Sklep Wedla przy ul. Szpitalnej 8.

## Fabuła
Film jest adaptacją napisanej jeszcze w czasie okupacji niemieckiej (1943) książki Aleksandra Kamińskiego. Opowiada on o losach grupy warszawskich harcerzy, którzy w momencie wybuchu II wojny światowej wchodzili w okres dorosłości, i których wojna postawiła przed trudnymi wyborami. Głównymi bohaterami są trzej przyjaciele – członkowie Chorągwi Warszawskiej Szarych Szeregów Jan Bytnar ps. „Rudy”, Tadeusz Zawadzki ps. „Zośka” oraz Aleksy Dawidowski ps. „Alek”.
Akcja filmu toczy się wokół kształtowania się Szarych Szeregów oraz włączania Grup Szturmowych w działalność dywersyjną Kedywu Komendy Głównej Armii Krajowej. Najwięcej miejsca poświęcono wątkom aresztowania i przesłuchiwania „Rudego” przez funkcjonariuszy warszawskiego Gestapo, Herberta Schulza i Ewalda Langego (te role zagrali niemieccy aktorzy Heiko Raulin i Wolfgang Boos), oraz zorganizowanej przez Tadeusza Zawadzkiego akcji odbicia Bytnara i przewożonych wraz z nim 20 więźniów pod Arsenałem. Film kończy się sceną śmierci „Zośki” w akcji pod Sieczychami.
Reżyser podzielił „Kamienie na szaniec” na trzy części. Pierwsza z nich to film obyczajowy, kiedy bohaterowie stają przed wyborem, czy brać udział w walce zbrojnej. Pokazano w niej organizowane przez harcerzy akcje „małego sabotażu” (m.in. rozpylenie gazu w kinie „Atlantic”, ściągnięcie z jednego z gmachów hitlerowskich flag i zastąpienie ich polskimi, zawieszenie kukły niemieckiego żołnierza na ulicznej latarni), próby zdobywania broni, a także – po podporządkowaniu Grup Szturmowych Kedywowi – szkolenie wojskowe i składaną w lesie przysięgę. W tle można zobaczyć codzienność okupowanej Warszawy, m.in. „Zośka” i „Rudy” są świadkami jednej z ulicznych egzekucji przeprowadzonej przez Niemców pod kościołem św. Marcina. W filmie pokazano również domy rodzinne dwóch głównych bohaterów.
Druga część, którą rozpoczyna aresztowanie „Rudego” i jego ojca przez Gestapo, to film akcji: przygotowania do operacji odbicia Bytnara, pierwsza próba odbicia podjęta 23 marca 1943, uwolnienie „Rudego” i pozostałych więźniów pod Arsenałem 26 marca, a także odwet Niemców – nocna egzekucja 140 Polaków i Żydów na dziedzińcu Pawiaka.
Ostatnia część „Kamieni na szaniec” to obraz psychologiczny, w którym po śmierci przyjaciela i kolegów „Zośka” przeżywa konflikt wewnętrzny.
Film nie jest wierną ekranizacją książki Aleksandra Kamińskiego. Było to celowe zamierzenie Roberta Glińskiego, który skupił się na przedstawieniu wątku przyjaźni i braterstwa. Chciał on również „odbrązowić” książkowe postacie-legendy i przybliżyć je ich współczesnym rówieśnikom. Stąd też bohaterowie filmu zachowują się często jak zbuntowani młodzi ludzie. Przejawia się to m.in. w scenach konfliktów, w podważaniu autorytetu dowódców czy też w braku dyscypliny konspiracyjnej. Nie są urodzonymi bohaterami. Początkowo traktują „mały sabotaż” jak przygodę, robią sobie kawały, opowiadają dowcipy i spotykają z dziewczynami. Pokazano także ich rozterki i wątpliwości moralne dotyczące zabijania.
W filmie zarysowano także mniej znane fakty z historii Szarych Szeregów, np. nieporozumienia pomiędzy komendantem Chorągwi Warszawskiej, Stanisławem Broniewskim ps. „Orsza” a Tadeuszem Zawadzkim (wniosek o odebranie „Zośce” dowództwa po pokazanej w filmie akcji na ulicy Brackiej 23, której celem było ewakuowanie materiałów i przedmiotów z mieszkania aresztowanej przez Gestapo rodziny Błońskich) czy też brak reakcji harcerzy na aresztowanie Henryka Ostrowskiego ps. „Heniek”, dowódcy hufca „Praga” (w strukturach Grup Szturmowych „Heniek” zajmował takie samo stanowisko jak „Rudy”, tymczasem w filmie koledzy nie zauważają nawet jego zniknięcia).

## Różnice między filmem a książką
W filmie znalazło się wiele scen, których nie ma w książce Kamińskiego, i które często nie mają potwierdzenia w źródłach historycznych. Jest to np. scena samochodowego pościgu „Zośki” za więźniarką jadącą z Pawiaka do siedziby Gestapo w alei J.Ch. Szucha 25. W filmie Jan Kiwerski wydaje zgodę na przeprowadzenie akcji odbicia więźniów pod Arsenałem pod pałacem Staszica (w rzeczywistości miało to miejsce pod Instytutem Głuchoniemych). SS-Rottenführer Ewald Lange ginie na klatce schodowej kamienicy (został zastrzelony na ulicy Wiejskiej przy pl. Trzech Krzyży), a wykonawcą wyroku – inaczej niż w maju 1943 – jest Jan Rodowicz „Anoda”.
W filmie pojawia się także sugestia, że pomiędzy 23 a 26 marca 1943 Kiwerski przebywał w Warszawie – czyli zgoda Kedywu na odbicie „Rudego” mogła zostać wydana wcześniej, co mogło mu uratować życie. Kiwerski informuje również „Zośkę” i „Orszę”, że Bytnar otrzymał pośmiertnie Order Virtuti Militari (po akcji pod Arsenałem ten order nadano tylko Aleksemu Dawidowskiemu).
Inaczej niż w książce, w filmie „Alek” jest tylko postacią drugoplanową. Reżyser przedstawił także własną interpretację okoliczności śmierci „Zośki”, stanowiącą nawiązanie do piątego przykazania Nie zabijaj.
W filmie znalazły się również dwie subtelne sceny erotyczne, których brak jest w książce Kamińskiego.

## Krytyka filmu
Interpretacja powieści Aleksandra Kamińskiego przez Roberta Glińskiego i opowiedzenie jej językiem współczesnego kina spotkały się z krytyką niektórych środowisk. Fundacja Harcerstwa Drugiego Stulecia w oświadczeniu wydanym 9 lutego 2014, po pokazie nieukończonego jeszcze materiału filmowego, zaopiniowała: W osobach znających historię i realia życia tamtych czasów, w tym wśród byłych harcerek i harcerzy, żołnierzy Szarych Szeregów, wzbudzi z pewnością niesmak i oburzenie. Film nie zasługuje, naszym zdaniem, na rekomendowanie go młodzieży. Film skrytykował także m.in. Marek Podwysocki, były komendant „Pomarańczarni” – macierzystego szczepu „Zośki”, „Rudego” i „Alka” – nazywając bohaterów ekranizacji „grupą młodzieży, która wesoło i beztrosko bawi się w wojnę”. Wytknął on filmowym harcerzom m.in. amatorszczyznę, butę wobec przełożonych, negowanie przywództwa Naczelnika Szarych Szeregów i dowództwa Armii Krajowej, a także „wszechogarniający chaos”.
Film przed premierą był także krytykowany przez „Nasz Dziennik”.
Wojciech Feleszko, właściciel praw autorskich do książki i wnuk Aleksandra Kamińskiego, oraz profesor Grzegorz Nowik, konsultant historyczny współpracujący przy filmie, zażądali wycofania swoich nazwisk z napisów końcowych filmu.

## Obsada
- Tomasz Ziętek – Jan Bytnar ps. „Rudy”
- Marcel Sabat – Tadeusz Zawadzki ps. „Zośka”
- Kamil Szeptycki – Maciej Aleksy Dawidowski ps. „Alek”
- Danuta Stenka – Zdzisława Bytnarowa, matka „Rudego”
- Artur Żmijewski – Stanisław Bytnar, ojciec „Rudego”
- Irena Melcer – Danuta Bytnar ps. „Duśka”, siostra „Rudego”
- Magdalena Koleśnik – Maryna Trzcińska (Monia), dziewczyna „Rudego”
- Krzysztof Globisz – Józef Zawadzki, ojciec „Zośki”
- Sandra Staniszewska – Halina („Hala”) Glińska, dziewczyna „Zośki”
- Wojciech Zieliński – Stanisław Broniewski ps. „Orsza”
- Andrzej Chyra – Jan Wojciech Kiwerski ps. „Lipiński”
- Karol Górski – Henryk Ostrowski ps. „Heniek”
- Krzysztof Chodorowski – Hubert Lenk ps. „Hubert”
- Dawid Czupryński – Tadeusz Chojko ps. „Bolec”
- Eryk Kulm – Jan Rodowicz ps. „Anoda”
- Paweł Krucz – Józef Saski ps. „Katoda”
- Jakub Konieczny – Tadeusz Krzyżewicz ps. „Buzdygan”
- Michał Wanio – Władysław Cieplak ps. „Giewont”
- Franciszek Gurgul – Konrad Okolski ps. „Kuba”
- Krzysztof Szczepaniak – Sławomir Bittner ps. „Maciek”
- Michał Poznański – Jerzy Zborowski ps. „Jeremi”
- Krzysztof Rogucki – Witold Bartnicki ps. „Kadłubek”
- Paweł Janyst – Wiesław Krajewski ps. „Sem”
- Mateusz Trembaczowski – Jerzy Trzciński ps. „Tytus”
- Piotr Bondyra – Kazimierz Pawelski ps. „Paweł”
- Wojciech Marcinkowski – Janek Błoński
- Maria Kania – Hania
- Paulina Gałązka – Baśka
- Jakub Wróblewski – gołębiarz
- Filip Pławiak – Zygmunt Kaczyński ps. „Wesoły”
- Szymon Roszak – Jerzy Gawin ps. „Słoń”
- Marian Dziędziel – Ślązak
- Olgierd Łukaszewicz – dr Andrzej Trojanowski ps. „Andrzej”
- Wolfgang Boos – SS-Rottenführer Ewald Lange
- Heiko Raulin – SS-Oberscharführer Herbert Schulz
- Daniel Faust – podoficer Wehrmachtu
- Anna Dereszowska – kobieta oficera SS
- Andrzej Mastalerz – więzień na Pawiaku
- Przemysław Redkowski – lekarz na Pawiaku
- Agata Pykowska – Hilde (sekretarka)